# Thần Bắc Đẩu

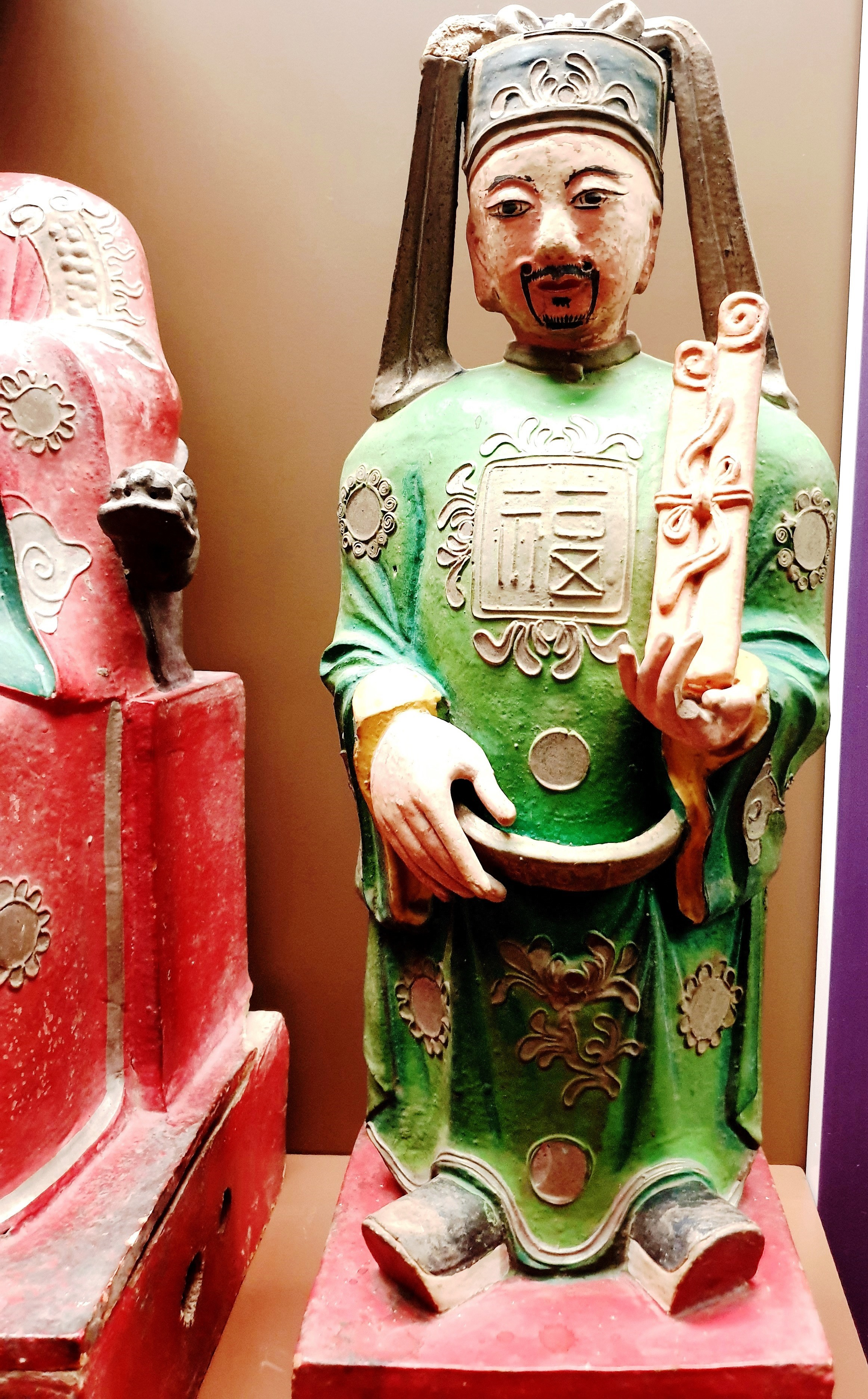
Tượng thần Bắc Đẩu, cổ vật thời Nguyễn.

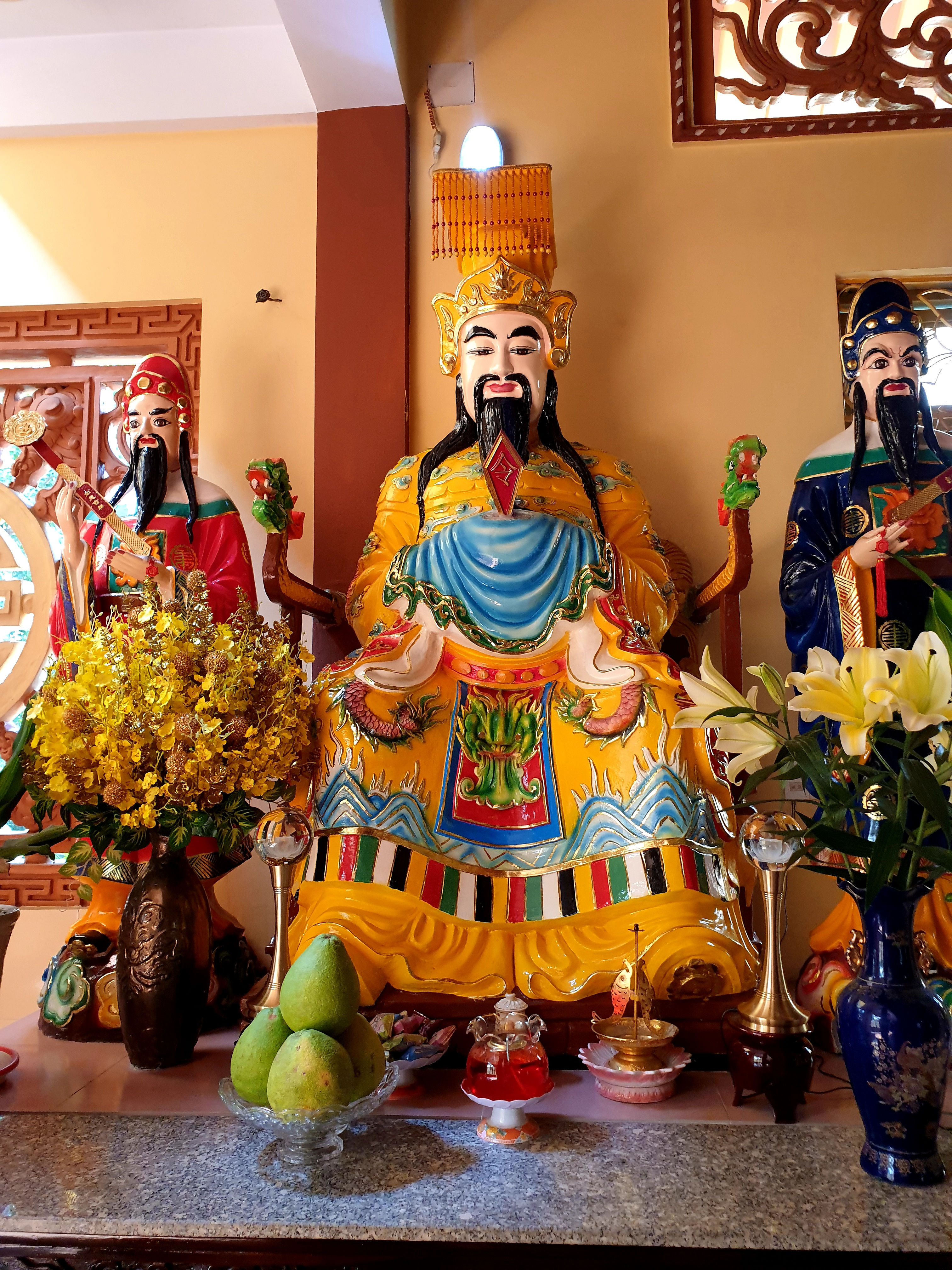
Bắc Đẩu mặc quan phục màu xanh, đứng bên phải Ngọc Hoàng khi nhìn trực diện.

Bắc Đẩu (chữ Hán: 北斗), còn gọi là Bắc Đẩu Tinh Quân (北斗星君) và Thần Tử (神死), là chưởng quản nhóm sao Bắc Đẩu ở phương Bắc. Ông là vị thần giữ sổ tử, là một trong 2 vị thần luôn kề cận bên cạnh Ngọc Hoàng.

## Trong văn hóa đại chúng
- Bắc Đẩu (do Công Lý thủ vai) là một trong những nhân vật được yêu thích nhất trong chương trình Gặp nhau cuối năm.